# Hungersnot in Antiochia 362–363
Die Hungersnot in Antiochia in den Jahren 362 bis 363 war eine Hungersnot im spätantiken Antiochia am Orontes.
Die Ursachen der Hungersnot in Antiochia am Orontes und in dessen Umgebung sind nicht genau bekannt, doch dürften Missernten eine Rolle gespielt haben. Daneben begab sich für einen geplanten Persienfeldzug im Jahr 363 Kaiser Julian im Juli 362 mit seiner Armee nach Antiochia und sorgte dadurch vermutlich für eine weitere Lebensmittelknappheit.
Auf die Bitten der hungernden Bevölkerung sprach Kaiser Julian mit den wohlhabenden Bürgern der Stadt und bat diese, sich um die Versorgung der Bevölkerung zu kümmern. Diese hatten Getreide gehortet und hielten damit die Getreidepreise hoch, um den eigenen Gewinn beim Verkauf des Getreides zu steigern oder wenigstens den Verlust durch die geringen Ernten auszugleichen.
Als nach mehreren Monaten nichts weiter geschah, setzte der Kaiser einen niedrigen Getreidepreis fest. Die Folge war wohl, dass das meiste Getreide vom Markt verschwand und auf dem Schwarzmarkt zu weiterhin überhöhten Preisen verkauft wurde. Daraufhin ließ der Kaiser Getreide aus Chalkis, Hierapolis und sogar aus Ägypten kommen, das aber anscheinend nur kurzzeitig die Lage verbesserte. Die Wohlhabenden scheinen dieses zum Teil aufgekauft zu haben und verkauften es auf dem Schwarzmarkt weiterhin zu überhöhten Preisen an die hungernde Bevölkerung. Dabei scheint sowohl die Land- als auch die Stadtbevölkerung gelitten zu haben. Julian beschreibt, wie die Leute vom Land in die Stadt strömten, in der Hoffnung, dort etwas zu essen zu bekommen.
Die Ereignisse werden von verschiedenen spätantiken Autoren beschrieben und sind anscheinend wegen der Verwicklung des Kaisers besonders gut dokumentiert. Libanios und Ammianus Marcellinus, der dem Kaiser ansonsten positiv gegenüberstand, verurteilten dessen Preispolitik. Die Ereignisse führten zu Verstimmungen zwischen dem Kaiser und der Oberschicht von Antiochia, zu denen er in seiner Schrift Der Barthasser Stellung bezog.